# Ponto antissolar

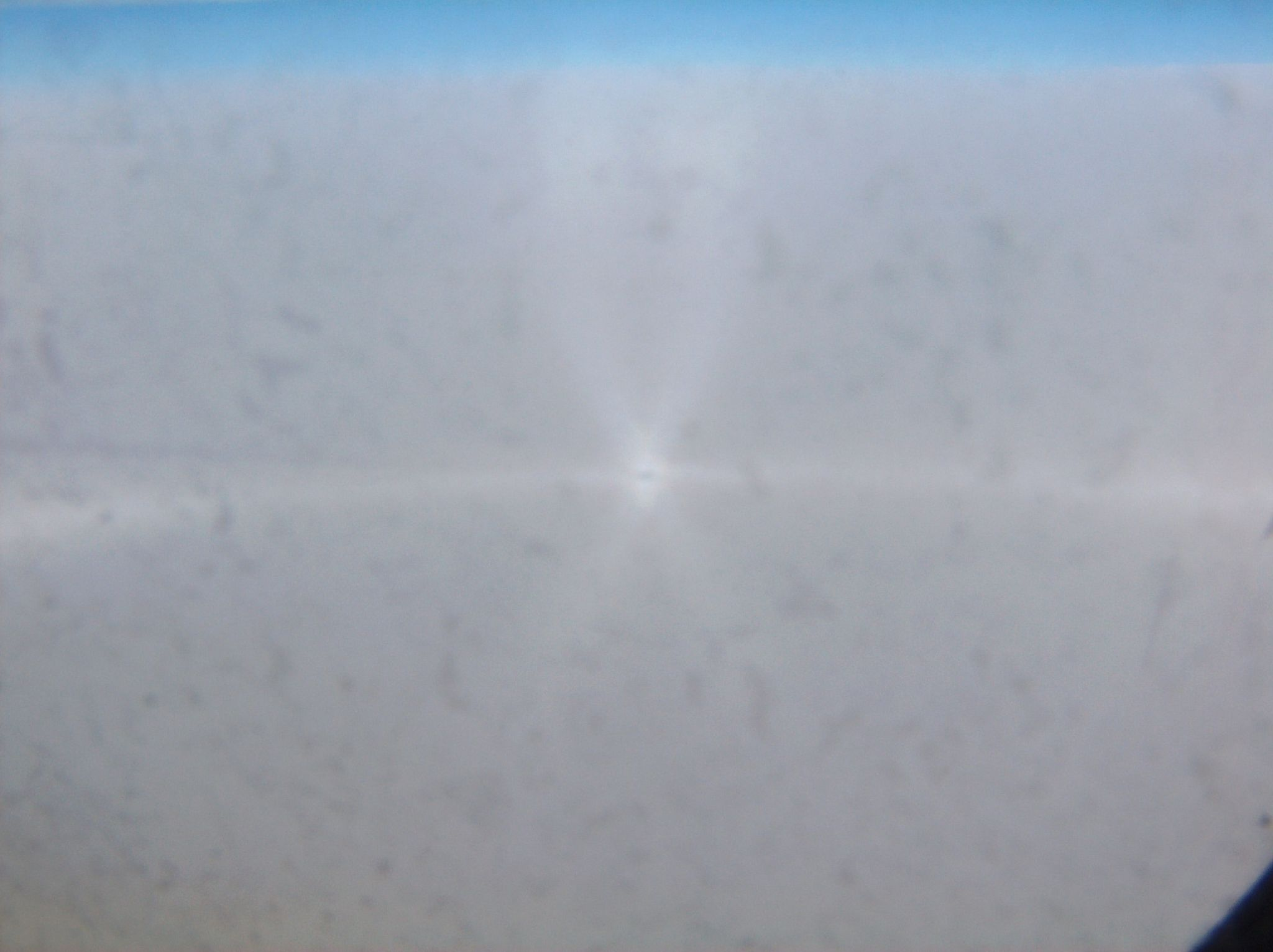
Foto centralizado no ponto anti-solar.

O ponto anti-solar é o ponto imaginário na esfera celeste na direção exata do Sol. É o ponto onde os raios anticrepusculares aparentam convergir. Na astronomia, a posição da Lua cheia e dos planetas na oposição estão projetadas próximos ao ponto anti-solar.